# Среднесантимирское сельское поселение
Среднесантими́рское се́льское поселе́ние — муниципальное образование в составе Новомалыклинского района Ульяновской области. 
Административный центр — село Средний Сантимир. Образовано объединением Среднесантимирского и Старобесовского сельсоветов.

## География
Среднесантимирское поселение находится в северной и северо-восточной части Новомалыклинского района. Поселение граничит с Мелекесским районом, Новомалыклинским и Новочеремшанским сельскими поселениями Новомалыклинского района Ульяновской области.

## Население
| 2010  | 2012  | 2013  | 2014  | 2015  | 2016  | 2017  |
| ----- | ----- | ----- | ----- | ----- | ----- | ----- |
| 1804  | ↘1756 | ↘1745 | ↘1725 | ↘1722 | ↘1687 | ↘1646 |
| 2018  | 2019  | 2020  | 2021  |       |       |       |
| ↘1616 | ↘1606 | →1606 | ↘1501 |       |       |       |

Татары (73 %), мордва, русские.

## Состав сельского поселения
В состав поселения входят 4 населённых пункта: 3 села и 1 посёлок.
| № | Населённый пункт | Тип населённого пункта       | Население | Примечание      |
| - | ---------------- | ---------------------------- | --------- | --------------- |
| 1 | Средний Сантимир | село, административный центр | ↘1027     | татары          |
| 2 | Старая Бесовка   | село                         | ↘458      | мордва, русские |
| 3 | Ивановка         | посёлок                      | ↘3        | русские, мордва |
| 4 | Старый Сантимир  | село                         | ↘316      | татары          |